# Dante i Beatriu
Dante i Beatriu és una pintura a l'oli sobre tela, realitzada per Henry Holiday el 1883, considerada l'obra més important de l'artista. Mesura 142,2 centímetres d'alt per 203,2 centímetres d'ample i va ser comprada per la Walker Art Gallery de Liverpool el 1884.
Quan va morir, Holiday va ser descrit com l'«últim prerafaelita». Moltes de les pintures de Dante Gabriel Rossetti, inclòs El somni de Dante, tenien com a tema el poeta italià Dante Alighieri, i aquest interès és la probable inspiració per a la pintura de Holiday. El llenç es basa en l'obra autobiogràfica de Dante la Vita Nuova que descriu el seu amor per Beatrice Portinari. Dante va encobrir el seu amor fingint ser atret per altres dones. La pintura mostra un incident quan Beatrice, després d'haver escoltat xafarderies relacionades amb això, es nega a parlar amb ell. L'esdeveniment mostra com Beatrice i dues dones més passen pel Ponte Santa Trinita a Florència. Beatrice porta un vestit blanc i camina al costat de la seva amiga Monna Vanna, amb la criada de Beatrice lleugerament enrere.
El 1860, Holiday va pintar una altra escena de la Vita Nuova que mostrava una trobada entre Dante i Beatrice quan eren petits al jardí del pare de Beatrice, i el 1875 va pintar un retrat de Dante. A més de la pintura completa de Dante i Beatrice, la Walker Art Gallery posseeix tres esbossos que va fer com a estudis per a l'obra final, dels quals dos representen tots els personatges, mentre que la tercera és de Dante sola. L'artista també va realitzar dues estatuetes nues en guix de les dues figures principals femenines, a les quals més tard va afegir roba, i que pertanyent també a la galeria.
Holiday, preocupat en que la pintura fos una digna representació històrica va viatjar a Florència el 1881, on va descobrir que el segle xiii el Lungarno, el carrer del costat nord del riu Arno entre el Ponte Vecchio i el Ponte Santa Trinita, estava pavimentat amb maons i que hi havia botigues a la zona; aquests es mostren a la pintura. També va saber que el Ponte Vecchio havia estat destruït a causa d'unes inundacions l'any 1235 i, entre 1285 i 1290, estava sent reconstruït, cosa per la qual en la pintura es mostra cobert de bastides.